# 제2차 대각성 운동
제2차 대각성 운동(Second Great Awakening)은 19세기 초 미국에서 일어난 개신교의 종교 부흥운동이었다. 부흥과 감동적인 설교를 통해 종교를 전파했고 수많은 개혁 운동을 촉발시켰다. 부흥은 이 운동의 핵심 부분이었으며 수백 명의 개종자를 새로운 개신교 종파로 끌어들였다. 감리교회는 프런티어 지역에 있는 사람들에게 다가가기 위해 순회 차량을 이용했다.
제2차 대각성 운동은 전쟁 전의 사회 개혁 기간과 제도에 의한 구원에 대한 강조로 이어졌다. 1790년대와 1800년대 초에 켄터키와 테네시에서 장로교, 감리교, 침례교 사이에서 종교적 열정과 부흥이 분출되기 시작했다. 재림교, 세대주의, 후기 성도 운동 등 제2차 대각성 운동 동안 새로운 종교 운동이 등장했다. 제2차 대각성 운동은 또한 몇몇 유명한 대학, 신학교, 선교 단체의 설립으로 이어졌다.
역사가들은 1730년대와 1750년대의 제1차 대각성 운동과 1850년대 후반부터 1900년대 초까지의 제3차 대각성 운동의 맥락에서 제2차 대각성 운동을 명명했다. 제1차 각성 운동은 영국, 스코틀랜드, 독일 전역을 휩쓸었던 훨씬 더 큰 복음주의 종교 운동의 일부였다.

## 같이 보기
- 기독교 부흥운동
- 예수 그리스도 후기 성도 교회
- 성결 운동
- 성경 복귀 운동
- 제칠일안식일예수재림교회